# Diametro

Le componenti di una circonferenza

Raggio (r) e diametro (d) di una sfera.

In geometria il diametro (indicato con D, d o ⌀) è il segmento che unisce due punti della circonferenza passando per il centro; tali punti sono detti opposti. Misura il doppio del raggio rappresentando la corda massima e la sua relazione con la circonferenza è π.
Per analogia lo stesso concetto può essere esteso alla sfera, intesa come circonferenza in rotazione su sé stessa; per ciò molte considerazioni fatte sulla figura bidimensionale sono valide anche per quella tridimensionale. I punti della sfera uniti dal diametro sono detti antipodali. 
In topologia il diametro di un insieme in uno spazio metrico è definito come la massima distanza tra due punti appartenenti al sottoinsieme stesso.

## Caratteristiche
Considerando il segmento corrispondente valgono le seguenti proprietà:
- Il diametro passa sempre per il centro della figura,
- Il centro della figura corrisponde sempre al suo punto medio;
- Un diametro divide la circonferenza in due parti congruenti, per cui ne rappresenta anche l'asse di simmetria.
- Il diametro è sempre ortogonale rispetto alla retta (nel cerchio) o al piano (nella sfera) tangente nei punti che corrispondono ai suoi estremi.

## Formule
{\displaystyle D=2r} è due volte il raggio
{\displaystyle D={\frac {P}{\pi }}} è uguale al perimetro fratto pi greco.